# Yangchub Chöpel
Yangchub Chöpel (1756-1838) was een Tibetaans geestelijke.
Hij was de negenenzestigste Ganden tripa van 1816 tot 1822 en daarmee de hoofdabt van het klooster Ganden en hoogste geestelijke van de gelugtraditie in het Tibetaans boeddhisme.

## Biografie
Hij werd geboren in Litang in de regio Kham. Op 12-jarige leeftijd werd hij toegelaten tot het Sampel Ling klooster (mogelijk Thupten Jampaling), waar hij naar de instructie van zijn ouders de wintermaanden verbleef en studeerde, terwijl hij in de zomer meehielp met het hoeden van vee. Daarbij had hij soetra-geschriften bij zich, die tijdens zijn bezigheden als herder werden bestudeerd.
Yangchub Chöpel ging in 1776 op 21-jarige leeftijd naar het Shartse-college van de Ganden-kloosterschool waar hij filosofische teksten van het gelug-curriculum bestudeerde. Daarna kreeg hij de titel Kapucha. Op 23-jarige leeftijd deed hij een examen pramana en verbaasde de aanwezige geleerden door zijn scherpzinnigheid. In 1779 kreeg hij de monnikswijding van de 6e Pänchen lama Lobsang Pälden Yeshe. Verder onderricht kreeg hij van Ngawang Tsültrim, die de 61e Ganden tripa zou worden, en van Yongdzin Yeshe Gyeltsen, een van de belangrijkste leraren van de gelug-traditie in de 18e eeuw, die het Tsechoklingklooster bij Lhasa stichtte. In 1792 deed hij op 37-jarige leeftijd het geshe-examen tijdens het jaarlijse Grote Mönlam-gebedsfeest in Lhasa. Daar behaalde hij de Lharampa-titel, de hoogste graad in de gelug-traditie. Datzelfde jaar ging hij naar het Gyuto-college en bestudeerde de vier delen van tantra. 
Yangchub Chöpel werd in 1799 benoemd tot zangleider van het Gyuto-college, waar hij kort daarna ook abt werd. In 1811 werd hij er tutor van de 9e dalai lama Lungtok Gyatso. In 1816 werd hij gekozen tot 69e Ganden tripa, wat hij de gebruikelijke termijn van 7 jaar vervulde, tot 1822. Naast zijn normale taken als hoofdabt en als organisator van religieuze festiviteiten was hij in deze periode ook tutor van de 10e Dalai lama, Tsültrim Gyatso. Hierna trok hij zich terug in het Chubzang hermitage, waar hij nog onderricht gaf aan zijn volgelingen. Hij overleed in 1838 op 83-jarige leeftijd, waarna de crematie met gebruikelijke rituelen en nirvana-gebeden werd gehouden.